# یوسی کایانوما
یوسی کایانوما (انگلیسی: Yusei Kayanuma؛ زادهٔ ۶ اوت ۱۹۹۳) بازیکن فوتبال اهل ژاپن است.